# Autonomer Kreis der Nenzen
Koordinaten: 67° 30′ N, 54° 15′ O
Der Autonome Kreis der Nenzen (russisch Ненецкий автономный округ/Nenezki awtonomny okrug; nenzisch Ненёцие автономной ӈокрук/Nenjozije awtonomnoi njokruk) ist eine Verwaltungseinheit in Russland. Als Autonomer Kreis ist er Teil der Oblast Archangelsk und ein Föderationssubjekt der Russischen Föderation im Föderationskreis Nordwestrussland. Die Hauptstadt ist Narjan-Mar.

## Geographie
Der Autonome Kreis liegt im äußersten Nordosten der Osteuropäischen Ebene an der Barentssee. Im Westen wird er vom Timanrücken begrenzt, im Osten vom Ural. Im Süden liegt die Republik Komi. Zum Kreis gehören auch die Halbinsel Kanin und die Inseln Kolgujew und Waigatsch. Wichtigster Fluss ist die Petschora. Nördlich in der Karasee liegt die Doppelinsel Nowaja Semlja, die aber nicht zum Kreis gehört.

## Geschichte
Das Gebiet ist schon seit der Steinzeit besiedelt, über Jahrhunderte hinweg hat es Handelsbeziehungen zwischen den Nenzen und Russen gegeben.
Der Nationale Kreis der Nenzen wurde im Bestand des Nördlichen Krais aus Teilen des am 14. Januar 1929 aufgelösten Gouvernements Archangelsk und der Autonomen Oblast der Komi gegründet. Das offizielle Gründungsdatum ist der 15. Juli 1929. Dabei handelt es sich aber um eine Vordatierung. Tatsächlich gab es zunächst nur den Kreis der Nenzen, der im Januar 1930 in einen Autonomen Kreis umgewandelt wurde. Telwisotschnoje wurde zum Verwaltungszentrum bestimmt, das am 2. März 1932 nach Narjan-Mar verlegt wurde.
Bei der Auflösung des Nördlichen Krais am 5. Dezember 1936 ging der Autonome Kreis in den Bestand der Nördlichen Oblast über und bei deren Auflösung am 23. September 1937 in den Bestand der Oblast Archangelsk.
Durch die sowjetische Verfassung von 1977 wurde der Name in Autonomer Kreis der Nenzen geändert.
Bei der Schaffung der Föderationskreise 2000 wurde der Autonome Kreis dem Föderationskreis Nordwestrussland unterstellt.

## Bevölkerung

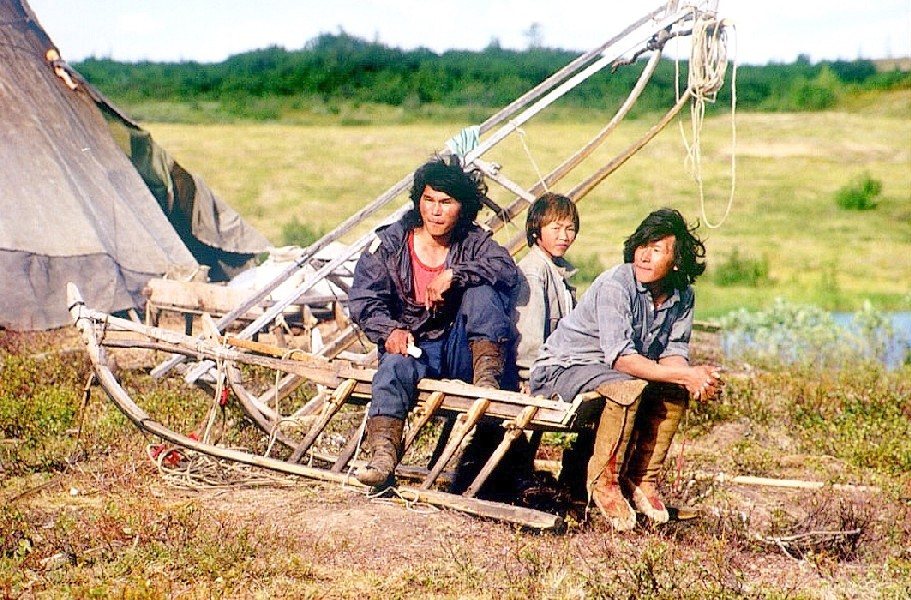
Nenzen auf Rentierschlitten in der Tundra (August 2000)

Die Nenzen gehören zur Sprachgruppe der Samojeden. Das ehemals vollnomadisch lebende Volk wurde zu Sowjetzeiten zwangsweise sesshaft gemacht. Es gibt jedoch nach wie vor noch einige halbnomadisch lebenden Rentierhirten. Der Name des Autonomen Kreises ist insofern irreführend, da Russland Landrechtsansprüche indigener Völker bislang nicht anerkannt, obwohl es diverse Gesetze gibt, die ihnen solche Rechte einräumen. Das Gleiche gilt auch für jegliche Ressourcennutzungsrechte. Insofern existiert auch im Autonomen Kreis der Nenzen keine Territorialautonomie.
Nach dem Ende der Sowjetunion kam es zu einer starken Bevölkerungsabnahme (1989–2002: − 12.366 Personen oder 22,9 %). Seither hat sich die Einwohnerzahl bei rund 42.000 Menschen eingependelt. Viele Weißrussen, Ukrainer und Tataren sind in ihre Mutterländer/Heimatregionen zurück-/ausgewandert. Darüber hinaus machen Nenzen in dem nach ihnen benannten Autonomen Kreis nur 18 % der Bevölkerung aus; fast 70 % sind Russen und 6 % Komi (Volkszählung 2021). Daneben gibt es nur noch kleinere Minderheiten. Der Kreis ist äußerst dünn besiedelt, zudem wohnt mehr als die Hälfte der rund 41.000 Einwohner in der Hauptstadt Narjan-Mar (2021: 23.399 Einwohner). Amtssprachen sind Russisch und Nenzisch.
| Nenzen | 5.602  | 11,8 % | 4.957  | 10,9 % | 5.851  | 15,0 % | 6.031  | 12,8 % | 6.423  | 11,9 % | 7.754  | 18,7 % | 7.504  | 17,8 % | 6.713  | 17,9 % |
| Russen | 32.146 | 67,5 % | 31.312 | 68,8 % | 25.225 | 64,5 % | 31.067 | 65,8 % | 35.489 | 65,8 % | 25.942 | 62,4 % | 26.648 | 63,3 % | 26.021 | 69,6 % |
| Komi | 6.003  | 12,6 % | 5.012  | 11,0 % | 5.359  | 13,7 % | 5.160  | 10,9 % | 5.124  | 9,5 %  | 4.510  | 10,9 % | 3.623  | 8,6 %  | 2.431  | 6,5 %  |
| Ukrainer | 1.402  | 2,9 %  | 2.068  | 4,5 %  | 1.224  | 3,1 %  | 2.596  | 5,5 %  | 3.728  | 6,9 %  | 1.312  | 3,2 %  | 987    | 2,3 %  | 495    | 1,3 %  |
| Weißrussen | 334    | 0,7 %  | 506    | 1,1 %  | 290    | 0,7 %  | 650    | 1,4 %  | 1.051  | 1,9 %  | 426    | 1,0 %  | 283    | 0,7 %  | 150    | 0,4 %  |
| Tataren | 198    | 0,4 %  | 364    | 0,8 %  | 167    | 0,4 %  | 284    | 0,6 %  | 524    | 1,0 %  | 211    | 0,5 %  | 209    | 0,5 %  | 140    | 0,4 %  |
| Andere | 1.929  | 4,1 %  | 1.315  | 2,9 %  | 1.003  | 2,6 %  | 1.430  | 3,0 %  | 1.573  | 2,9 %  | 1.391  | 3,3 %  | 2.836  | 6,7 %  | 1.453  | 3,9 %  |
| Einwohner | 47.614 | 100 %  | 45.534 | 100 %  | 39.119 | 100 %  | 47.218 | 100 %  | 53.912 | 100 %  | 41.546 | 100 %  | 42.090 | 100 %  | 41.434 | 100 %  |
| 1 1.791 Personen konnten keiner Volksgruppe zugeteilt werden. Diese Leute verteilen sich vermutlich anteilmässig gleich wie die ethnisch zugeschiedenen Einwohner. 2 4.031 Personen konnten keiner Volksgruppe zugeteilt werden. Diese Leute verteilen sich vermutlich anteilmäßig gleich wie die ethnisch zugeschiedenen Einwohner. |        |        |        |        |        |        |        |        |        |        |        |        |        |        |        |        |

## Wirtschaft
Polares Klima und Permafrostböden behindern die Landwirtschaft. Jahrhundertelang waren Rentierzucht, Fischerei und Pelzjagd die wichtigsten Wirtschaftszweige. Mit der Entdeckung von Erdölvorkommen kam die Ölförderung hinzu. Nördlich des Kreises wird in der Barentssee offshore das Ölfeld Priraslomnaja mit Vorräten von etwa 73 Millionen Tonnen erschlossen.

## Politik
Am 23. Mai 2006 wurde der damals amtierende Gouverneur des Autonomen Kreises Alexei Barinow wegen des Verdachts auf Betrug und Untreue in Archangelsk verhaftet und später zu einer Freiheitsstrafe von drei Jahren verurteilt, die auf Bewährung ausgesetzt wurde.
Gouverneur seit 24. Februar 2009 war Igor Fjodorow. Am 22. Februar 2014 wurde er durch Igor Koschin ersetzt.
| Name               | Amtszeit  |
| ------------------ | --------- |
| Juri Komarowski    | 1991–1996 |
| Wladimir Chabarow  | 1996      |
| Wladimir Butow     | 1996–2005 |
| Alexei Barinow     | 2005–2006 |
| Waleri Potapenko   | 2006–2009 |
| Igor Fjodorow      | 2009–2014 |
| Igor Koschin       | 2014–2018 |
| Alexander Zybulski | 2018–2020 |
| Juri Besdudny      | seit 2020 |

### Verwaltungsgliederung
Seit der „munizipalen Verwaltungsreform“ in Russland, die im Autonomen Kreis der Nenzen im Jahre 2005 umgesetzt wurde, gliedert sich der Autonome Kreis in die Hauptstadt Narjan-Mar sowie dem Sapoljarny rajon (wörtlich Transpolar-Rajon), der das gesamte Territorium des Kreises außer dem der Hauptstadt mit allen weiteren Ortschaften umfasst.
Zum Sapoljarny rajon gehören die Siedlung städtischen Typs Iskatelei (zuvor der Verwaltung von Narjan-Mar unterstellt, aber seit der Verwaltungsreform eigenständig), die selbstständige ländliche (zuvor städtische) Siedlung Amderma und 17 Dorfsowjets, die zusammen 42 Ortschaften umfassen.
| Verwaltungseinheit | Verwaltungseinheit | Typ                 | Russisch   | Einwohner (14. Oktober 2010)                                            | Zugehörige Ortschaften |
| ------------------ | ------------------ | ------------------- | ---------- | ----------------------------------------------------------------------- | ---------------------- |
| Narjan-Mar         | Narjan-Mar         | Stadt               | Нарьян-Мар | 21.658                                                                  |                        |
| Sapoljarny         | Sapoljarny         | Rajon               | Заполярный | 20.432                                                                  |                        |
|                    | Iskatelei          | Städtische Siedlung | Искателей  | 6.881                                                                   |                        |
| Amderma            | Ländliche Siedlung | Амдерма             | 541        | Amderma                                                                 |                        |
| Andegski           | Dorfsowjet         | Андегский           | 175        | Andeg*                                                                  |                        |
| Chorei-Werski      | Dorfsowjet         | Хорей-Верский       | 739        | Charjaginski, Chorei-Wer*                                               |                        |
| Chosseda-Chardski  | Dorfsowjet         | Хоседа-Хардский     | 538        | Charuta* **                                                             |                        |
| Juscharski         | Dorfsowjet         | Юшарский            | 645        | Karataika*, Warnek                                                      |                        |
| Kaninski           | Dorfsowjet         | Канинский           | 1.487      | Nes*, Tschischa, Werchnjaja Mgla                                        |                        |
| Karski             | Dorfsowjet         | Карский             | 574        | Ust-Kara*                                                               |                        |
| Kolgujewski        | Dorfsowjet         | Колгуевский         | 424        | Bugrino*                                                                |                        |
| Kotkinski          | Dorfsowjet         | Коткинский          | 372        | Kotkino*                                                                |                        |
| Malosemelski       | Dorfsowjet         | Малоземельский      | 916        | Nelmin Nos*                                                             |                        |
| Omski              | Dorfsowjet         | Омский              | 937        | Oma*, Snopa, Wischas                                                    |                        |
| Pjoschski          | Dorfsowjet         | Пёшский             | 1.042      | Beluschje, Nischnjaja Pjoscha*, Werchnjaja Pjoscha, Wolokowaja, Wolonga |                        |
| Primorsko-Kuiski   | Dorfsowjet         | Приморско-Куйский   | 1.616      | Faricha, Krasnoje*, Kuja, Nossowaja, Oskolkowo                          |                        |
| Pustosjorski       | Dorfsowjet         | Пустозёрский        | 690        | Chongurei, Oksino*, Kamenka                                             |                        |
| Schoinski          | Dorfsowjet         | Шойнский            | 363        | Kija, Schoina*                                                          |                        |
| Telwissotschny     | Dorfsowjet         | Юшарский            | 682        | Makarowo, Telwiska*, Ustje                                              |                        |
| Timanski           | Dorfsowjet         | Тиманский           | 799        | Indiga*, Wyutscheiski                                                   |                        |
| Welikowissotschny  | Dorfsowjet         | Великовисочный      | 1.011      | Laboschskoje, Pylemez, Toschwiska, Schtschelino, Welikowissotschnoje*   |                        |

Anmerkung: * Sitz des Dorfsowjets; ** Ort auf dem Territorium der Republik Komi